# Miseuteo Ju: Sarajin VIP
Miseuteo Ju: Sarajin VIP (hangul: 미스터 주: 사라진 VIP; rr: Miseuteo Ju: Sarajin VIP; bra: Agente Z - Mistério no Zoo) é um filme de comédia dramática sul-coreano de 2020 escrito e dirigido por Kim Tae-yoon. É estrelado por Lee Sung-min, Kim Seo-hyung, Bae Jung-nam e Shin Ha-kyun, e foi lançado em 22 de janeiro de 2020.

## Sinopse
Depois de machucar a cabeça em um acidente, o principal agente da Segurança Nacional (NIS), Joo Tae-joo, consegue falar com animais. Ele conhece um pastor alemão, que já atuou no exército, e que pode ajudá-lo.
Enquanto Tae-joo e sua equipe escoltavam a panda VIP, "Ming-Ming", que veio como enviada especial da China, um acidente aconteceu. Nele, Tae-joo machucou a cabeça e a panda desapareceu. Felizmente, Tae-joo está bem, mas apresenta sintomas estranhos. Foi então que ele conseguia ouvir as vozes do animais que ele tanto desprezava.
Tae-joo começou a ouvir todo tipo de animal, desde os de estimação aos aquáticos, mas tudo piorou quando ele conheceu Ali, um cão militar de rua. Tae-joo descobre que Ali tem uma pista sobre o caso de Ming-Ming e eventualmente usa sua nova habilidade para conduzir uma investigação conjunta com Ali.

## Elenco

### Principal
- Lee Sung-min como Joo Tae-joo[5]
- Kim Seo-hyung como Min Soo-hee[6]
- Bae Jung-nam como Man-sik[5]
- Shin Ha-kyun como Ali, um pastor alemão (voz)[3]

### De apoio
- Kal So-won como Seo-yeon[5]
- David Lee McInnis como Dmitry
- Yoo In-na como Ming-Ming, uma Panda (voz)
- Kim Soo-mi como Clucky, um papagaio (voz)
- Lee Sun-kyun como Bode preto (voz)
- Lee Jung-eun como Gorila (voz)
- Lee Soon-jae como Hamster (voz)
- Kim Bo-sung como Pug (voz)
- Joon Park como Águia (voz)
- Lee Byung-joon como o Porco-espinho (voz)
- Oh Dal-su como Javali (voz)
- Kim Young-jae como Hwang Bo-sung
- Park Hyuk-kwon como Dr. Baek Hoon[7]

### Participações especiais
- Park Chul-min como um motorista de ônibus[7]
- Lee Soo-kyung como So-jin[7]